# Ray Frank
Pour les articles homonymes, voir Frank.
Rachel « Ray » Frank est une responsable religieuse juive américaine de XIXe et XXe siècles (San Francisco, 10 avril 1861 - 10 octobre 1948).

## Biographie
Rachel est la fille de deux immigrants polonais, Bernard et Leah Frank. Elle les décrira plus tard comme des « Juifs orthodoxes à l'esprit libéral ». Son père est un marchand ambulant faisant du négoce avec les Indiens ; il dit descendre du Gaon de Vilna.
Après avoir obtenu son diplôme en 1879 au lycée de Sacramento (Californie), Rachel s'installe à Ruby Hill (Nevada), une ville minière, où elle commence à enseigner dans un collège. La ville ne possède pas de communauté juive, mais sa sœur Rosa vit à Eureka, une ville proche où s'est établie une petite communauté juive de plus de cent personnes avec la première synagogue du Nevada. Elle va enseigner là-bas pendant six ans avant de retourner chez sa famille à Oakland (Californie).
Tout en suivant des cours de philosophie à l'université de Californie à Berkeley, Rachel Frank enseigne la Bible et l'histoire juive au Talmud Torah de la synagogue Temple Sinai de la First Hebrew Congregation d'Oakland, où elle commence à révéler son talent d'orateur public et se fait un nom dans la communauté juive de Californie. La future écrivaine et poétesse Gertrude Stein ainsi que Judah Leon Magnes, futur rabbin influent du judaïsme réformé font partie de ses élèves. Quand le rabbin et le directeur de l'école démissionnent, elle est nommée directrice. À la même époque, Rachel Frank travaille comme correspondante de plusieurs journaux de San Francisco et d'Oakland et écrit fréquemment dans de nombreuses publications juives nationales. 
À l'automne 1890, Frank se rend à Spokane dans l'État de Washington où elle est invitée à prononcer un sermon la veille de Yom Kippour (Jour du Grand Pardon). Le sermon enthousiaste qu'elle prononce après l'office fait une grande impression sur l'audience, composée d'habitants de la ville, aussi bien Chrétiens que Juifs.  
« Ma position ce soir, est toute nouvelle… À n'importe quelle autre période de l'année, donner des conseils à mon peuple eut été une marque d'estime; mais en cette nuit des nuits, à la veille de Yom Kippour, que l'on m'ait demandé de vous parler, de vous guider, de penser que peut-être, je suis cette nuit la seule femme juive au monde, peut-être la première depuis le temps des prophètes, à être invitée devant un tel auditoire, tel que je le vois devant moi, cela m'est réellement un grand honneur… »

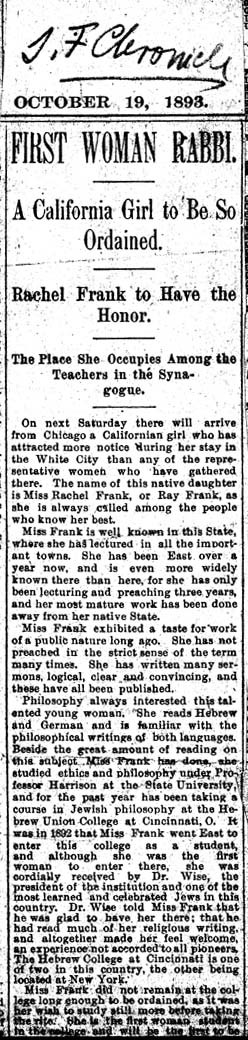
Article du San Francisco Chronicle du 19 octobre 1898, annonçant de façon erronée la première femme rabbin.

En tant que première femme juive à prêcher officiellement d'une chaire aux États-Unis, elle deviendra connue sous la dénomination de La femme rabbin de l'Ouest doré, et inaugura une carrière qui permettra d'ouvrir de nouveaux chemins aux femmes dans le judaïsme. Bien que Frank déclare n'avoir aucun intérêt à devenir rabbin, ses actions conduisent la communauté juive, dans sa frange la plus libérale, à considérer la possibilité de l'ordination de femmes de façon sérieuse pour la première fois.
Durant les années 1890, Frank voyage énormément d'un bout à l'autre de la côte ouest, donnant des conférences aux loges B'nai B'rith, à des sociétés littéraires et à des groupes communautaires de femmes, parlant aussi bien dans des synagogues libérales qu'orthodoxes, donnant des sermons, officiant aux offices et même lisant les textes saints. Bien que de plus en plus désignée de façon incorrecte, comme la première femme rabbin, et que plusieurs communautés lui aient proposé le poste, Frank a toujours insisté qu'elle n'avait aucun désir de devenir rabbin. Ses sermons soulèvent de multiples questions sur le rôle des femmes dans la communauté juive. Elle prêche aussi pour l'unité entre les différentes tendances du judaïsme, entre les groupes orthodoxes et réformés.
En 1893 se tient à Chicago le Congrès des femmes juives, organisé par Hannah Greenebaum Solomon (1858-1942) pendant l'exposition universelle de Chicago. Rachel Frank en devient le leader spirituel et délivre les bénédictions d'ouverture et de fermeture du congrès en prônant l'émancipation des femmes.
Rachel Frank épouse Samuel Litman le 14 août 1901. Ils s'installent brièvement à Paris, où son mari travaille comme traducteur puis ils retournent en Californie en 1902 où Simon enseigne le marketing et le marchandisage à l'université de Californie à Berkeley. 
Après son mariage, Ray décide de ne plus voyager et de s'occuper de son couple. Elle abandonne ses prêches et ses conférences, mais continue à écrire pour le San Francisco Chronicle. En 1908, Simon se voit proposer un poste à l'université de l'Illinois à Urbana-Champaign, et les Litman décident de s'y installer. Ray donnera occasionnellement des conférences dans le Middle West, mais préférera se concentrer sur la communauté juive locale.
Rachel Ray Frank Litman meurt le 10 octobre 1948.

## Son apport dans l'émancipation de la femme juive
La jeunesse des communautés juives de l'Ouest américain explique en grande partie la possibilité qu'a eue Frank de réaliser ses projets. Si les institutions juives avaient été bien établies, il y a peu de chance que Frank ait eu la possibilité de prêcher. 
Plus tôt dans le siècle, Rebecca Gratz (1781–1869) avait joué un rôle important dans la communauté juive américaine du point de vue de l'éducation et de la philanthropie, mais n'avait pas abordé le domaine religieux. Dans les offices, le rôle des femmes se cantonne encore à leur participation encore limitée dans des chœurs mixtes.
La rumeur sur la possible ordination de Frank s'amplifie en 1883 quand elle s'inscrit aux cours d'éthique et de philosophie juive à l'Hebrew Union College, le séminaire du judaïsme réformé, à Cincinnati (Ohio). Bien qu'il y ait déjà eu des étudiantes, Frank est apparemment la première à être prise au sérieux. Le rabbin Isaac Mayer Wise, le président du collège l'accueille chaudement:
« Nous glorifions chez elle, le zèle et le courage moral pour briser les derniers restes des barrières érigées dans la synagogue à l'encontre des femmes. Dans les lois régissant l'Hebrew Union College, la question de sexe ou de race ou de confession n'est pas abordée du tout… Nous ne pouvons qu'encourager Mademoiselle Ray Frank ou toute autre femme talentueuse qui suivent les cours de théologie, d'aider à la cause de l'émancipation de la femme dans la synagogue et dans la communauté. »
Dans les années 1890, plusieurs Églises chrétiennes ont déjà ordonné des femmes et de nombreux observateurs pensent que la communauté juive va suivre ce mouvement. Le rabbin réformé américain, Emil Gustav Hirsch, publie en 1893 un éditorial dans The Reform Advocate en faveur de l'ordination de femmes comme moyen de redynamiser le judaïsme, et de nombreux autres considèrent comme inéluctable que, de la même façon que les femmes exercent maintenant de nombreux métiers autrefois réservés aux hommes, elles allaient tôt ou tard entrer dans le rabbinat.
Sur les 26 femmes qui participent en 1897 au symposium organisé par Hirsch sur La femme dans la synagogue, 17 d'entre elles, orthodoxes et réformées se disent considérer positivement l'ordination des femmes. Mais de nombreux autres rabbins et responsables de communautés ne partagent pas ces vues et comme des contributeurs l'écrivent dans le San Francisco Progress: 
« Mlle Frank n'est pas et ne sera jamais un rabbin dans le sens que nous comprenons ce mot, et d'après notre connaissance personnelle, elle-même n'aspire pas à cette haute charge… Une femme rabbin est une anomalie… »
D'autres vont même plus loin en ridiculisant l'idée même:
« Nous avons entendu que plusieurs femmes des États de l'est, désirent imiter Frank et devenir rabbins. Ce serait fort agréable et pourrait attirer une plus grande audience que les rabbins hommes, mais nous voyons le danger qui pointe; Supposons qu'une demi-douzaine des membres de la communauté tombent amoureux de leur rabbin femme, ou même en allant plus loin, se mettent à se disputer autour du prêcheur à son pupitre. »
L'opposition aux femmes rabbins va rester si forte qu'il faudra attendre 1972 pour que Sally Priesand devienne la première femme ordonnée rabbin par le séminaire de théologie aux États-Unis.